# Brionnais-charolais
Pour les articles homonymes, voir Brionnais (homonymie) et Charolais.
Le brionnais-charolais (brionnas-tsarolas) est un dialecte de langue d'oïl parlé en Bourgogne du sud dans le Pays Charolais-Brionnais. C'est un dialecte de transition entre le domaine francoprovençal et le domaine d'oïl, bien que certaines personnes le considèrent comme une langue à part entière.
Il a également été appelé « francoprovençal atténué ». Mais cette appellation peut prêter à confusion car elle implique que ce dialecte appartient au domaine francoprovençal. 
Toutefois, bien que pour le linguiste Mario Rossi il s'agisse d'un dialecte de langue d'oïl fortement influencé par le francoprovençal, il n'est pas exclu que  ces parlers soient, au moins pour une partie d'entre eux, d'origine francoprovençale, à l'instar des parlers mâconnais voisins. En effet, un fort substrat ou superstrat Francoprovençal est à relever dans la langue. 
Ceci concerne en particulier les patois qui se situent au sud et à l'est du domaine du Charolais-Brionnais ainsi que les parlers du Haut-Clunisois, qui en sont très proches (voir la carte ci-dessous.)

## Quelques mots
| Brionnais-Charolais | Français                         |
| ------------------- | -------------------------------- |
| Aria                | Outil ou machine en mauvais état |
| Engogôdé            | Mal habillé                      |
| Naviô               | Navet                            |
| Foyard              | Hêtre                            |
| Queurde             | Potiron                          |
| Fortse              | Petite fourche                   |
| Rétsindre           | Réchauffer                       |
| Yesse               | Glace                            |
| Cala                | Noix                             |

## Adages et expressions populaires

### Proverbes
- Ya point d'mau qu'beun-en veunne. (A quelque chose malheur est bon)
- Un bon bâyou en fait bâ-yi sept. (Un bon bailleur en fait bailler sept)

### Expressions sur le mariage
- Si te r'leutses les pyats, y va pyour quand t'vas t'mar'yi. (Si tu lèches les plats, il va pleuvoir quand tu te marieras.)

Certaines formules était moins sympathiques, ainsi une fille non vierge au mariage était raillée par :
- Les dradzies sant peurcies. (Les dragées sont percées)

ou d'un homme qui épousait une fille-mère, on disait :
- Ol a pris la vatse apeû l'viau (Il a pris la vache et puis le veau)
- Ol a passi la tsérrue d'vant les bus (Il a mis la charrue devant les bœufs)

## Dans le haut-Clunisois
Les parlers du Haut-Clunisois, bien que n'appartenant pas à l'aire administrative du Charolais, sont facilement assimilables au dialecte Brionnais-charolais.

## Sources
- cadole.eu
- Site sur le patois Charolais d'Emile Bonnot
- Site sur le parler du Charolais-Brionnais
- Le pays de la Noue, patois et traditions par Eric Condette, ABDO, Dijon 1990
- « Le pays du Tseu », sur patois-charolais-brionnais.org via Wikiwix (consulté le 28 décembre 2023)